# Darien Ferrer
Darien Ferrer Delis (31 de outubro de 1983) é um voleibolista profissional cubano.

## Carreira
Darien Ferrer é membro da seleção cubana de voleibol masculino. Em 2016, representou seu país nos Jogos Olímpicos de Verão no Rio de Janeiro, que ficou em 11º lugar.